# Nitrato di cobalto
Il nitrato di cobalto è il sale di cobalto(II) dell'acido nitrico, di formula Co(NO3)2.
A temperatura ambiente si presenta come un solido rosso-bruno deliquescente dall'odore tenue, solubile in acqua e in altri solventi polari. Può cristallizzare come esaidrato, ovvero Co(NO3)2·6H2O. È un composto nocivo e allergenico.

## Composizione e struttura
Così come il composto anidro Co(NO3)2, esistono molti idrati del nitrato di cobalto (II). Questi idrati hanno la formula chimica Co(NO3)2 · nH2O, dove n = 0, 2, 4, 6.
Il cobalto (II) nitrato anidro adotta una struttura di rete tridimensionale polimerica, in cui ciascun atomo di cobalto (II) ottaedrico è coordinato da sei atomi di ossigeno, ciascuno di un diverso ione nitrato. Ogni ione nitrato è così coordinato a tre atomi di cobalto. Il diidrato è un polimero a due dimensioni, con ponti nitrato tra centri Co(II) e legami idrogeno a tenere insieme gli strati. Il tetraidrato è costituito da molecole discrete di [(H2O)4Co(NO3)2] ottaedrico. L'esaidrato è meglio descritto come esacquocobalto (II) nitrato, cioè [Co(OH2)6] [NO3]2, in quanto consiste di ioni discreti  [Co(OH2)6]2+ e  [NO3]-. Sopra i 55 °C, l'esaidrato si converte al triidrato e a temperature elevate al monoidrato, per perdita di acqua di cristallizzazione.

## Usi
Comunemente viene ridotto a cobalto metallico ad alta purezza. Può essere assorbito su vari supporti inerti come catalizzatore per l'uso nella reazione di Fischer-Tropsch.  È utilizzato nella preparazione di coloranti e inchiostri.

## Produzione
L'esaidrato è preparato per trattamento di cobalto metallico o uno dei suoi ossidi, idrossidi, o carbonati con acido nitrico:
Co + 4 HNO3 +  4 H2O  → Co(H2O)6(NO3)2  +  2 NO2
CoO + 2 HNO3 +  5 H2O  → Co(H2O)6(NO3)2
CoCO3  +  2 HNO3 +  5 H2O  → Co(H2O)6(NO3)2  +  CO2
|          |               |               |               |
| Co(NO3)2 | Co(NO3)2·2H2O | Co(NO3)2·4H2O | Co(NO3)2·6H2O |